# Акты Московского государства 1576 года
Царствование: Иван IV Васильевич Грозный (1533-1584)

## Акты Московского государства 1576 года
- Январь — послушная грамота великого князя Симеона Бекбулатовича во Владимирский уезд Илмехотского стана разных деревень крестьянам, жалованным в отчину князю Засекину Даниилу Ивановичу.
- 1 марта — ввозная грамота Ельчанинову Григорию Михайловичу на сельцо Паково с деревнями и починками в Повельском стане Дмитровского уезда.
- 11 марта — ввозная грамота Безобразовым Ивану и Кузьме Осиповичам на село Молвятиново с деревнями и починками в Ржевском уезде.
- 11 марта — посыльная грамота митрополита Антония Белозерскому десятильнику, о не взимании пошлин с Благовещенской церкви на Ворбозомском острове.
- 29 марта — ввозная грамота (по грамоте великого князя Симеона Бекбулатовича) воевод Телятевского Василия Ивановича, Волынского Петра Ивановича и дьяка Осеева Ильи — Обернибесовым: Непогоде Матвеевичу, Бражнику и Никите Афанасьевичам, Третьяку Семёновичу на поместье в Воскресенском, Климецком и других погостах Обонежской пятины.
- Март — доклад и Боярский приговор о выдаче денежного жалования детям боярским путивльцам и рылянам.
- 2 апреля — грамота великого князя Симеона Бекбулатовича Белозерскому городовому приказчику, об освобождении крестьян Кириллова монастыря от возки земли, дров и выбора целовальников к селитряному делу.
- 20 мая — Указная грамота царя Ивана Васильевича в Порхов наместнику Безобразову Владимиру Матвеевичу о передаче людям Петрова Ивана Тимофеевича урожая с его бывшего поместья села Страшницы в Карачуницком погосте Шелонской пятины.
- 26 июня — жалованная грамота ростовского архиепископа Ионы, об освобождении от пошлин и не подсудимости десятинникам некоторых церковных причтов в сёлах Кириллова монастыря, о сборе в оной знаменных денег за венчание браков и о не дозволении прихожим священникам и диаконам отправлять богослужения без ставленных и отпускных грамот.
- 27 июня — жалованная грамота ростовского архиепископа Ионы, об освобождении от пошлин Рождественской церкви в Сурярской волости.
- 18 июля — ввозная грамота (по приказу великого князя Симеона Бекбулатовича) воевод князя Телятевского Василия Ивановича, Волынского Петра Ивановича и дьяков Хворощина Постника Дмитриевича и Осеева Ильи Баранову Третьяку Ивановичу на поместье в Дмитровском на Капше и Никольском на Явосме погостах Обонежской пятины.
- 2 сентября — царская грамота новгородским дьякам, Хворощину Постнику и Осееву Илье, о произведении розыска по жалобе Вяжицкого игумена Сильвестра на притеснения его соловецким игуменом Варлаамом и старцем Паисием в рыбной ловле.